# Age Ain't Nothing but a Number
Age Ain't Nothing but a Number is het debuutalbum van de Amerikaanse zangeres Aaliyah. Het album, dat volledig is geschreven en geproduceerd door R. Kelly, werd uitgebracht op 14 juni 1994. Alleen in de VS werden er al twee miljoen exemplaren verkocht en wereldwijd zelfs meer dan acht miljoen.
In Nederland haalde het album de 44e plaats in de albumlijst en ook de singles deden het niet goed. Geen enkele single haalde de top 40 en "At Your Best (You Are Love) was de enige die de tipparade bereikte.

## Nummers
1. Intro - 1:30 (ft. Sparkle, Tia Hawkins, Stephanie Huff)
2. Throw Your Hands Up - 3:34 (ft. Tia Hawkins)
3. Back & Forth - 3:51 (ft. R. Kelly)
4. Age Ain't Nothing but a Number - 4:14
5. Down with the Clique - 3:24 (ft. R. Kelly)
6. At Your Best (You Are Love) - 4:52
7. No One Knows How to Love Me Quite Like You Do - 4:07 (ft. Tia Hawkins & R. Kelly)
8. I'm So into You - 3:26 (ft. Tia Hawkins)
9. Street Thing - 4:58
10. Young Nation - 4:41
11. Old School - 3:17 (ft. R. Kelly)
12. I'm Down - 3:16
13. The Thing I Like* - 3:24 (bonustrack) (ft. R. Kelly)
14. Back & Forth [Mr. Lee & R. Kelly's Remix]* - 3:44 (bonustrack) (ft. R. Kelly)
15. Back & Forth [Ms. Mello Remix]* - 3:10 (bonustrack Japan)
16. At Your Best (You Are Love) [Gangstar Child Remix]* - 4:30 (bonustrack Japan)
17. At Your Best (You Are Love) [Stepper's Ball Remix]* - 3:10 (bonustrack Japan)

## Hitparades
| Hitlijst                          | Hoogste positie |
| --------------------------------- | --------------- |
| Album Top 100                     | 44              |
| UK Album Chart                    | 23              |
| U.S. Billboard 200                | 18              |
| U.S. Billboard R&B/Hip-Hop Albums | 3               |